# Suctobelbella flabella
Suctobelbella flabella är en kvalsterart som först beskrevs av Durga Charan Mondal 1984.  Suctobelbella flabella ingår i släktet Suctobelbella och familjen Suctobelbidae. Inga underarter finns listade i Catalogue of Life.